# عمر النصف

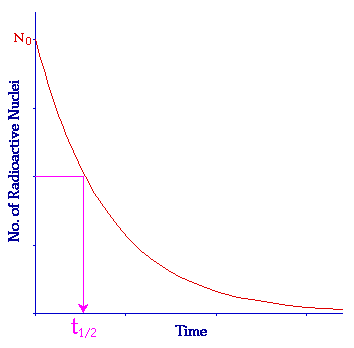
تحلل كمية مادة تتسم بنصف عمر معين.

عمر النصف رمزه (t1⁄2) لمادة نشيطة إشعاعيا هو مقدار الوقت اللازم للكمية، لتنخفض إلى نصف قيمتها كما تم قياسها في بداية الفترة الزمنية لتحلل إشعاعي . يتسم كل نظير مشع بنصف عمر مميز له، ونجد أنواعا من النظائر المشعة لها عمر النصف يبلغ إلى ثوان أو ميلي ثانية أو أقل، وأخرى لها عمر النصف يبلغ ألاف السنين، وأخرى لها عمر النصف يبلغ حتى ملايين أو مليارات السنين.
تتبع معادلة التحلل الإشعاعي التحلل الأسي. وتكون فترة عمر النصف هو
الزمن اللازم لتحلل نصف كمية المادة، وذلك بصرف النظر عن كون العينة 1 جرام أو 1000 جرام، فهو زمن ثابت يميز النظير المشع مهما كانت كميته.
في الشكل يتبين أنه بعد انقضاء عمر النصف، أي عند الزمن t1⁄2 نجد أن الجزء الباقي من المادة ولم يتحلل قد بلغ النصف. وإذا انتظرنا مدة تالية قدرها t1⁄2 نجد أن كمية المادة التي لم تتحلل بعد مقدارها نصف عمر النصف، أي ربع الكمية الأصلية . وإذا انتظرنا مدة ثالثة قدرها t1⁄2 نجد أن الكمية التي لم تتحلل أصبحت 1/8 الكمية الأصلية وهكذا.
الجدول الموجود في الأسفل يعطي نسبة الباقى من المادة على أساس فترات متتالية من عمر النصف لتحلل المادة.
| عدد الأعمار النصفية المنقضية | الجزء المتبقي | النسبة المئوية المتبقية |
| ---------------------------- | ------------- | ----------------------- |
| 0                            | 1⁄1           | 100                     |
| 1                            | 1⁄2           | 50                      |
| 2                            | 1⁄4           | 25                      |
| 3                            | 1⁄8           | 12,5                    |
| 4                            | 1⁄16          | 6,25                    |
| 5                            | 1⁄32          | 3,125                   |
| 6                            | 1⁄64          | 1,563                   |
| 7                            | 1⁄128         | 0,781                   |
| ...                          | ...           | ...                     |
| n                            | 1/2n          | 100⁄(2n)                |

## تحلل نظير مشع
نفترض أن كمية نظير مشع {\displaystyle N_{0}} عند الزمن t=0 ، فيمكننا حساب الكمية {\displaystyle N(t)}التي بقت دون تحلل خلال الزمن t من المعادلة:
{\displaystyle N(t)=N_{0}e^{-\lambda t}\,}
حيث
- {\displaystyle N_{0}} هي القيمة الأصلية ل N (عند t=0)
- λ ثابت موجب(ثابت التحلل).

عندما تكون t=0, تكون الدالة الأسية 1، وتكون {\displaystyle N_{t}} مساوية لـ{\displaystyle N_{0}}. عندما t تقترب من اللانهاية، تقترب الدالة الأسية من الصفر. عند تحلل نصف الكمية فإنه يوجد وقت {\displaystyle t_{1/2}\,} تصبح:
{\displaystyle N(t_{1/2})=N_{0}\cdot {\frac {1}{2}}}
وبالتعويض في المعادلة السابقة نحصل على :
{\displaystyle N_{0}\cdot {\frac {1}{2}}=N_{0}e^{-\lambda t_{1/2}}\,}
{\displaystyle e^{-\lambda t_{1/2}}={\frac {1}{2}}\,}
{\displaystyle -\lambda t_{1/2}=\ln {\frac {1}{2}}=-\ln {2}\,}
{\displaystyle t_{1/2}={\frac {\ln 2}{\lambda }}\,}
وعلى هذا فإن فترة عمر النصف تكون 69.3% من متوسط عمر النصف.

## التحلل بطريقتين أو أكثر
العنصر النشيط إشعاعيا يمكن أن يتحلل بطريقتين أو أكثر . وهذه الطرق لها إمكانيات مختلفة لحدوثها، ولذا فإن لكل منها فترة عمر نصف خاصة بها .
فمثلا لنظامين من أنظمة التحلل، فإن كمية المادة المتبقية بعد زمن قدره t يتم حسابها من المعادلة :
{\displaystyle N(t)=N_{0}e^{-\lambda _{1}t}e^{-\lambda _{2}t}=N_{0}e^{-(\lambda _{1}+\lambda _{2})t}}
وبنفس النظام المتبع في القسم السابق، يمكن حساب عمر النصف النهائي الجديد {\displaystyle T_{1/2}\,} كالتالى :
{\displaystyle T_{1/2}={\frac {\ln 2}{\lambda _{1}+\lambda _{2}}}\,}
أو بالتعبير عنه بواسطة فترتي عمر النصف :
{\displaystyle T_{1/2}={\frac {t_{1}t_{2}}{t_{1}+t_{2}}}\,}
حيث {\displaystyle t_{1}\,} فترة عمر النصف بالطريقة الأولى {\displaystyle t_{2}\,} فترة عمر النصف بالطريقة الثانية .

## موضوعات متعلقة
- التحلل الأسي
- تحلل إشعاعي
- بطارية نظائر مشعة